# 道楽科学者列伝
『道楽科学者列伝』（どうらくかがくしゃれつでん）は科学史家、小山慶太による科学者の評伝集である。副題は「近代西欧科学の原風景」。1997年に中公新書から出版された。
学問や芸術は本来、職業色のうすい行為であるという立場で、純粋な知的好奇心の発露として科学に取り組む学問のアマチュア（愛好家）の姿が描かれている。

## 内容概要
- 序章：道楽としての学問
- 1章：恋と物理学の生涯－シャトレ侯爵夫人（1706-1749）
- 2章：『博物誌』を著したパリ王立植物園園長－ビュフォン伯爵(1707-1788)
- 3章：断頭台に消えた化学者－ラヴォアジェ(1743-1794)
- 4章：ロンドン王立協会に君臨した探検家－パンクス(1743-1820)
- 5章：火星に運河を見た名門の御曹司－ローエル(1855-1916)
- 6章：動物学者になった銀行家の跡取り－ウォルター・ロスチャイルド(1868-1937)
- 終章：ディレッタントの末裔たち

終章では成功した銀行家でありながら物理学者ウッドのもとで物理学の研究を行い、脳波計の開発などを行ったアルフレッド・リー・ルーミスと、フランスの貴族にして物理学者のルイ・ド・ブロイが紹介される。

## 評価
毎日新聞の書評では、「『知ること』にすべてを傾けた道楽者」の話であり「快調に楽しめる」と評されている。
産経新聞の書評では、「現代に至る前段階での科学創造の一形態」である「富の集中と才能の共存で開花した特異な知の世界」が描かれているとしている。そして「そこで培われた学問の本質」は「遊びそのもの」に他ならず「題名通りの道楽」であったとする。また「現代科学の味気なさは、担い手が科学者という職業集団に組み込まれたことにも起因するのであろう」として、「遊びの要素は極度に希釈されてしまったようである」とも述べられている。
読売新聞大阪版の記事では、「学問が職業と認められる以前、遊び心が満ち満ちていたその昔、近代科学の原風景はかくも牧歌的だったのか、と郷愁を禁じ得なかった」と評されている。
中国新聞および熊本日日新聞に掲載された書評では、「科学にのめりこむ個性的な道楽科学者」の「ハンパでない道楽、散財、奇抜な思いつき、行動力。数々の興味深いエピソードで、楽しく読ませる」と評されている。そして「金や地位があってこその道楽」ではあるが「そこには今の科学が見失いかけている原点、好奇心と遊びがある」と述べられている。